# Jason Biggs
Jason Matthew Biggs (Pompton Plains, New Jersey, 1978. május 12. –) amerikai színész, humorista. 
Legismertebb szerepe Jim Levenstein volt négy Amerikai pite filmben (1999 és 2012 között), továbbá Larry Bloom a Netflix csatorna Narancs az új fekete (2013–2019) című vígjáték-drámasorozatában. Egyéb (nagyrészt a romantikus vígjátékok műfajába tartozó) filmjei között található a Lúzer (2000), a Pasik és csajok (2000), a Nő a baj (2001), a Csak az a szex (2003), az Apja lánya (2004), a Kutyahideg (2006), A spanom csaja (200) és a Csak a testeden át! (2008).
Pályájának kezdetén, 1994 és 1995 között az As the World Turns című televíziós sorozatban szerepelt. Alakítását 1995-ben Daytime Emmy-díjra jelölték, legjobb fiatal színész drámasorozatban-kategóriában.

## Fiatalkora és tanulmányai
Biggs 1978. május 12-én született Pompton Plainsben (New Jersey), Angela Biggs (szül. Zocco) ápolónő és Gary Louis Biggs hajószállítási társaság vezető fiaként. Édesapja angol és olasz, míg édesanyja szicíliai származású. Vezetékneve angol ágáról származik. Római katolikusként nevelkedett.
Biggs Hasbrouck Heights-ban nőtt fel, és a Hasbrouck Heights-i Középiskolában végzett, ahol sikeresen teniszező volt. Biggs a New York Egyetemre járt, mielőtt áttért volna a Montclair-i Állami Egyetemre, amit végül abbahagyott.

## Magánélete
2008 januárjában eljegyezte A spanom csaja című film társszereplőjét, Jenny Mollen színésznőt. 2008. április 23-án házasodtak össze. Van egy fiuk, Sid, aki 2014. február 15-én született. Második fiuk, Lazlo, 2017. október 2-án született.

## Filmográfia

### Film
| Év   | Magyar cím                     | Eredeti cím                     | Szerep                                    | Magyar hang         | Rendező(k)           |
| ---- | ------------------------------ | ------------------------------- | ----------------------------------------- | ------------------- | -------------------- |
| 1991 |                                | The Boy Who Cried Bitch         | Robert                                    |                     | Juan José Campanella |
| 1997 |                                | Camp Stories                    | Abby                                      |                     | Herbert Beigel       |
| 1999 | Amerikai pite                  | American Pie                    | Jim Levenstein                            | Hevér Gábor         | Paul Weitz           |
| 1999 | Amerikai pite                  | American Pie                    | Jim Levenstein                            | Hevér Gábor         | Chris Weitz          |
| 1999 | Detroit Rock City              | Detroit Rock City               | fiú melegítőben (stáblistán nem szerepel) | nem szólal meg      | Adam Rifkin          |
| 2000 | Pasik és csajok                | Boys and Girls                  | Hunter/Steve                              | Boros Zoltán        | Robert Iscove        |
| 2000 | Lúzer                          | Loser                           | Paul Tannek                               | Kálloy Molnár Péter | Amy Heckerling       |
| 2000 | Lúzer                          | Loser                           | Paul Tannek                               | Csőre Gábor         | Amy Heckerling       |
| 2001 | Nő a baj                       | Saving Silverman                | Darren Silverman                          | Csőre Gábor         | Dennis Dugan         |
| 2001 | Amerikai pite 2.               | American Pie 2                  | Jim Levenstein                            | Hevér Gábor         | J. B. Rogers         |
| 2001 | Jay és Néma Bob visszavág      | Jay and Silent Bob Strike Back  | önmaga (cameo)                            | Hevér Gábor         | Kevin Smith (1.)     |
| 2001 | A Prozac népe                  | Prozac Nation                   | Rafe                                      |                     | Erik Skjoldbjærg     |
| 2003 | Amerikai pite: Az esküvő       | American Wedding                | Jim Levenstein                            | Hevér Gábor         | Jesse Dylan          |
| 2003 | Csak az a szex                 | Anything Else                   | Jerry Falk                                | Hevér Gábor         | Woody Allen          |
| 2004 | Apja lánya                     | Jersey Girl                     | Arthur Brickman                           | Pálmai Szabolcs     | Kevin Smith (2.)     |
| 2005 | Az ismeretlen katona           | Guy X                           | Rudy Spruance tizedes                     | Kárpáti Levente     | Saul Metzstein       |
| 2006 | Pingvin-show                   | Farce of the Penguins           | gátlásos pingvin (hangja)                 |                     | Bob Saget            |
| 2006 | Kutyahideg                     | Eight Below                     | Charlie Cooper                            | Boros Zoltán        | Frank Marshall       |
| 2006 | Randi az oltárnál              | Wedding Daze                    | Anderson                                  | Hujber Ferenc       | Michael Ian Black    |
| 2007 |                                | The Glitch (rövidfilm)          | Alan                                      |                     | Michael Samonek      |
| 2008 | Csak a testeden át!            | Over Her Dead Body              | Dan Sianidis                              | Hevér Gábor         | Jeff Lowell          |
| 2008 | A spanom csaja                 | My Best Friend's Girl           | Dustin                                    | Hevér Gábor         | Howard Deutch        |
| 2008 | Alulképző                      | Lower Learning                  | Tom Willoman                              | Hevér Gábor         | Mark Lafferty        |
| 2009 |                                | Kidnapping Caitlynn (rövidfilm) | Max                                       |                     | Kat Coiro            |
| 2010 |                                | The Third Rule (rövidfilm)      | Don                                       |                     | Aundre Johnson       |
| 2011 | Fekete-fehér, igen-nem         | Grassroots                      | Phil Campbell                             | Előd Álmos          | Stephen Gyllenhaal   |
| 2011 | Ha beüt az élet                | L!fe Happens                    | Szergej                                   | Csőre Gábor         | Kat Coiro            |
| 2012 | Amerikai pite: A találkozó     | American Reunion                | Jim Levenstein                            | Hevér Gábor         | Jon Hurwitz          |
| 2012 | Amerikai pite: A találkozó     | American Reunion                | Jim Levenstein                            | Hevér Gábor         | Hayden Schlossberg   |
| 2016 | Csajos buli                    | Amateur Night                   | Guy Carter                                | Hevér Gábor         | Lisa Addario (1.)    |
| 2016 | Csajos buli                    | Amateur Night                   | Guy Carter                                | Hevér Gábor         | Joe Syracuse         |
| 2017 |                                | Who We Are Now                  | Vince                                     |                     | Matthew Newton       |
| 2018 |                                | Dear Dictator                   | Mr. Spines                                |                     | Lisa Addario (2.)    |
| 2018 | Joe Syracuse                   | Dear Dictator                   | Mr. Spines                                |                     |                      |
| 2019 | Jay és Néma Bob Reboot         | Jay and Silent Bob Reboot       | önmaga                                    |                     | Kevin Smith (3.)     |
| 2020 | Az alany                       | The Subject                     | Phil Waterhouse                           | Előd Álmos          | Lanie Zipoy          |
| 2023 | Minden idők legjobb karácsonya | Best. Christmas. Ever.          | Rob Sanders                               | Hevér Gábor         | Mary Lambert         |
| 2024 |                                | The 4:30 Movie                  | építőmunkás                               |                     |                      |
| 2024 |                                | Operation Taco Gary's           | önmaga                                    |                     |                      |

### Televízió

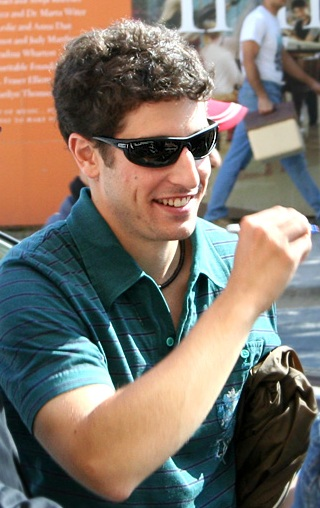
2006 szeptemberében, a Torontói Nemzetközi Filmfesztiválon

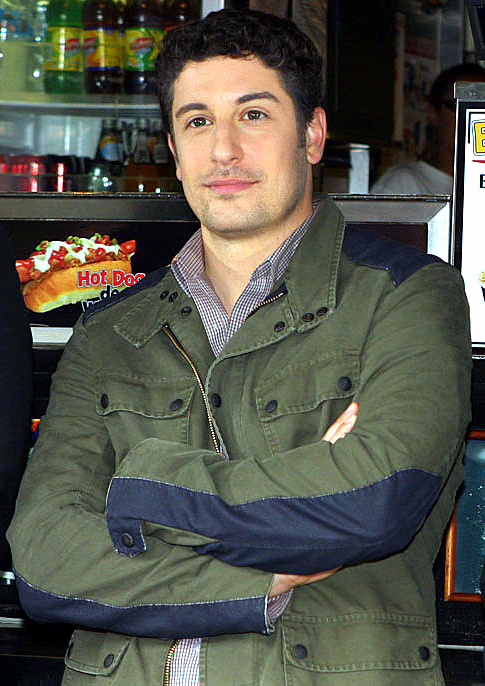
2012 márciusában, az Amerikai pite: A találkozó Sydney-i (Ausztrália) premierjén

| Év        | Magyar cím                               | Eredeti cím                        | Szerep                            | Megjegyzések                       |
| --------- | ---------------------------------------- | ---------------------------------- | --------------------------------- | ---------------------------------- |
| 1990      |                                          | Mike Mulligan and His Steam Shovel | kisfiú                            | rövidfilm                          |
| 1991–1992 |                                          | Drexell's Class                    | Willie Trancas                    | állandó szereplő (14 epizód)       |
| 1994–1995 |                                          | As the World Turns                 | Pete Wendall                      |                                    |
| 1997      | Teljes biztonsággal                      | Total Security                     | Robbie Rosenfeld                  | 7 epizód                           |
| 2002      |                                          | Off Centre                         | Rick Steve                        | 1 epizód                           |
| 2004      | Frasier – A dumagép                      | Frasier                            | Dr. Hauck                         | 1 epizód                           |
| 2004      | Szezám utca                              | Sesame Street                      | önmaga                            | 1 epizód                           |
| 2005      | Will és Grace                            | Will & Grace                       | Baby Glenn                        | 1 epizód                           |
| 2006      |                                          | Blowin' Up                         | önmaga                            | 1 epizód                           |
| 2007      |                                          | I'm in Hell                        | Nick                              | tévéfilm (producer)                |
| 2009      |                                          | Happiness Isn't Everything         | Jason Hamburger                   | próbaepizód (producer)             |
| 2011      | Négy szingli, egy eset                   | Mad Love                           | Ben Parr                          | főszereplő és producer (13 epizód) |
| 2012      |                                          | 8 Out of 10 Cats                   | önmaga                            | vendégszereplő (1 epizód)          |
| 2012–2013 | A férjem védelmében                      | The Good Wife                      | Dylan Stack                       | 2 epizód                           |
| 2012–2014 | Tini Nindzsa Teknőcök                    | Teenage Mutant Ninja Turtles       | Leonardo / Rat Man Freak (hangja) | főszereplő (1-2. évad)             |
| 2013–2019 | Narancs az új fekete                     | Orange Is the New Black            | Larry Bloom                       | főszereplő (22 epizód)             |
| 2014      |                                          | Hollywood Game Night               | önmaga                            | 1 epizód                           |
| 2014      |                                          | Deadbeat                           | Reed Kelly                        | 1 epizód                           |
| 2016      |                                          | Nightcap                           | önmaga                            | 1 epizód                           |
| 2017      | Diane védelmében                         | The Good Fight                     | Dylan Stack                       | 1 epizód                           |
| 2017      |                                          | Charlie Foxtrot                    | Charlie Taylor                    | tévéfilm                           |
| 2020      | Zsenik közt                              | Outmatched                         | Mike                              | főszereplő (10 epizód)             |
| 2022      | Esküdt ellenségek: Különleges ügyosztály | Law & Order: Special Victims Unit  | Andy Parlato-Goldstein nyomozó    | 2 epizód                           |

### Videóklipek
| Év   | Előadó  | Cím             | Szerep      |
| ---- | ------- | --------------- | ----------- |
| 2000 | Wheatus | Teenage Dirtbag | címszereplő |

## Színház
| Év   | Cím                  | Szerep            | Színház                   |
| ---- | -------------------- | ----------------- | ------------------------- |
| 2002 | The Graduate         | Benjamin Braddock | Gerald Schoenfeld Színház |
| 2015 | The Heidi Chronicles | Scoop Rosenbaum   | Music Box Színház         |

## Fordítás
- Ez a szócikk részben vagy egészben  a   Jason Biggs című angol Wikipédia-szócikk fordításán alapul.  Az eredeti cikk szerkesztőit annak laptörténete sorolja fel. Ez a jelzés csupán a megfogalmazás eredetét és a szerzői jogokat jelzi, nem szolgál a cikkben szereplő információk forrásmegjelöléseként.